# Costo irrecuperabile

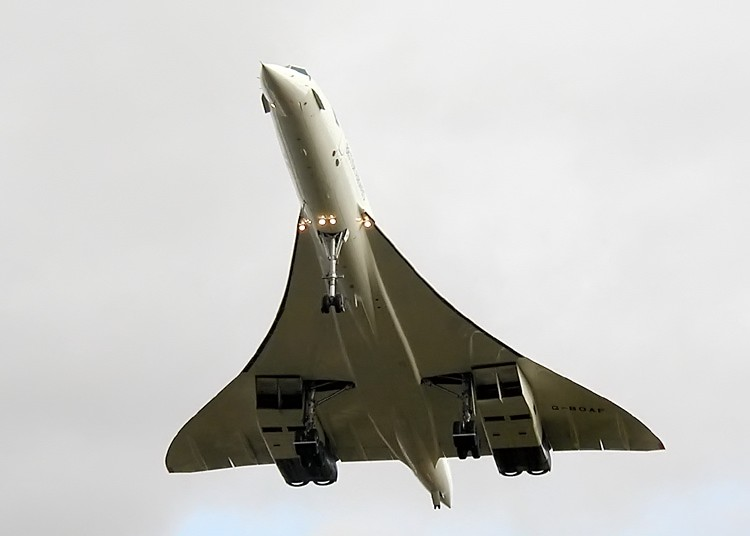
L'effetto dei costi affondati è stato anche chiamato "errore del Concorde": i governi del Regno Unito e della Francia hanno considerato le loro spese passate sul costoso jet supersonico come una spinta a continuare il progetto; razionalmente, invece, avrebbero dovuto interromperlo, diminuendo così le perdite.

I costi irrecuperabili (o costi affondati, costi sommersi, sunk costs), in economia e negli affari in generale, sono quei costi in cui si è già incorso e che non possono essere recuperati in alcuna maniera significativa. I costi irrecuperabili sono generalmente contrapposti ai costi variabili che dipendono dal successivo corso delle azioni, influenzati, dunque, dalle decisioni che vengono prese. Nello specifico sarebbe corretto definire che i costi variabili sono sempre dei costi recuperabili, mentre i costi fissi  possono essere sia recuperabili (macchinario, impianto che può essere utilizzato per diversi usi) che irrecuperabili (esempio: macchinario per uso specifico).
Nella teoria microeconomica solo i costi variabili debbono essere rilevanti ai fini di una decisione. Secondo tale teoria non bisognerebbe lasciare che i costi irrecuperabili influenzino le decisioni perché, così facendo, non si prenderebbe una decisione considerandola la migliore in quanto tale. Salvo che non ci sia una componente di costi fissi che possa essere recuperabile.
Ad esempio, comprando il biglietto di un film che non può essere rimborsato, il costo del biglietto diventa un costo irrecuperabile. Anche se l'acquirente del biglietto decidesse di non voler più vedere il film, non avrebbe modo di riottenere il suo denaro.
Un economista (ed un buon uomo d'affari) è conscio che i costi irrecuperabili non debbono essere presi in considerazione, quando si compiono decisioni razionali. Nel caso del biglietto del cinema, ci sono due possibili risultati finali: l'acquirente potrà andare a vedere il film che non vuole vedere e sprecare così il suo tempo, altrimenti potrà decidere di non andare a vedere il film e utilizzare il proprio tempo in maniera migliore. In entrambi i casi l'acquirente paga il prezzo del biglietto, così questo fatto non dovrebbe influenzare la decisione. La decisione deve essere dunque basata sul solo fatto che il nostro acquirente voglia vedere il film in questione o meno, come se si trattasse di uno spettacolo gratuito. Mentre la seconda opzione fa soffrire l'acquirente esclusivamente per i soldi spesi inutilmente; la prima gli farà inoltre perdere del tempo e come tale la seconda opzione è preferibile.
Una classica situazione in cui si manifesta l'effetto dei costi affondati è la cosiddetta dollar auction, proposta da Shubik nel 1971. Le regole prevedono che sia messo all'asta un dollaro (ad esempio) e che se lo aggiudichi chi alla fine avrà fatto l'offerta più alta. Tuttavia, a differenza di una comune asta al rialzo, qui deve pagare senza ottenere nulla anche chi avrà fatto la seconda miglior offerta. Questo fa sì che, per chi si trova nel corso dell'asta ad essere il secondo miglior offerente, la sua offerta rappresenti un costo irrecuperabile. Ciò può portare all'attivazione di un meccanismo "irrazionale" di offerta al rialzo, nel tentativo di recuperare, almeno in parte, questi costi. L'effetto è che, usualmente, il dollaro viene aggiudicato a fronte di un pagamento complessivo dell'ordine di alcuni dollari.